# Muroczi
Muroczi (ros. Мурочи) – wieś (ułus) w Rosji, w Buriacji, w rejonie kiachtyńskim. W 2010 liczyła 339 mieszkańców.